# كاتي روز كلارك
كاتي روز كلارك (بالإنجليزية: Katie Rose Clarke)‏ هي مغنية أمريكية، ولدت في 25 أغسطس 1984 في فريندزوود في الولايات المتحدة.

## وصلات خارجية
- الموقع الرسمي
- كاتي روز كلارك على موقع IMDb (الإنجليزية)
- كاتي روز كلارك على موقع ميوزك برينز (الإنجليزية)
- كاتي روز كلارك على موقع قاعدة بيانات برودواي على الإنترنت (الإنجليزية)
- كاتي روز كلارك على موقع قاعدة بيانات برودواي على الإنترنت (الإنجليزية)
- كاتي روز كلارك على موقع قاعدة بيانات الفيلم (الإنجليزية)